# Patrick Waldberg
 (octobre 2016).
Si vous disposez d'ouvrages ou d'articles de référence ou si vous connaissez des sites web de qualité traitant du thème abordé ici, merci de compléter l'article en donnant les références utiles à sa vérifiabilité et en les liant à la section « Notes et références ».
Pour les articles homonymes, voir Waldberg.
Patrick Waldberg, né le 4 avril 1913 à Santa Monica (Californie) et mort le 30 septembre 1985 à Paris, est un poète, critique et historien d'art franco-américain, proche du surréalisme et d'André Breton jusqu'en 1964. Il est inhumé à Seillans (Var).

## Biographie
Proche de Georges Bataille, il fut un des membres de la société secrète Acéphale de 1937 à 1939, et longtemps après les faits, il est d'ailleurs un des premiers, avec Pierre Klossowski, à avoir entrouvert le voile sur le mystère qui entoure cette communauté fondée par Bataille, en parallèle de la revue homonyme.
Patrick Waldberg rencontre André Breton à New York en 1941. Il le convainc d'accepter le poste de speaker à la radio « La Voix de l'Amérique », diffusée en direction de l'Europe, pour y lire des communiqués en français. Il débarque en France avec les troupes du général Patton puis s'installe à Paris. Là, il participe aux activités du groupe surréaliste parisien, écrit de nombreux ouvrages sur la peinture surréaliste, en particulier sur Max Ernst, René Magritte, Hans Bellmer, Yves Tanguy.
En 1964, Patrick Waldberg organise une exposition qui ne plaît pas à André Breton et suscite de la part de José Pierre la plaquette « Cramponnez-vous à la table ».
En 1976, avec Joaquim Vital et le philosophe Marcel Paquet, il fonde les Éditions de la Différence ; ils sont rejoints la même année par Colette Lambrichs.
Il était l'époux de l'artiste, sculptrice Isabelle Waldberg, avec qui il eut un fils, devenu écrivain et poète, Michel Waldberg.

## Œuvres
- « Un homme de la nuit », dans Le Monde nouveau no 99, avril 1956
- Max Ernst, Pauvert, Paris, 1958
- Mains et merveilles, Mercure de France, Paris, 1961
- « Gaston-Louis Roux ou le passage de la ligne », dans Critique, n°170, 1961
- Quatre rêveurs, dans Quadrum no 10, Bruxelles, octobre 1961
- Chemins du surréalisme, La Connaissance, Bruxelles, 1962
- Le Surréalisme, Skira, Genève, 1962
- Hans Bellmer ou l'écorcheur écorché, Galerie Cordier, Paris, 1963
- Eros Modern' Style, Jean-Jacques Pauvert, collection « Bibliothèque internationale d'érotologie », Paris, 1964
- René Magritte, De Rache, Bruxelles, 1965
- Metafisica, dada, surrealismo, Fratelli Fabri, Milan, 1967, avec Michel Sanouillet et Robert Lebel
- Harloff, Milan, G. Mazzotta, 1968.
- Félix Labisse, De Rache, Bruxelles, 1970
- Georges Malkine, De Rache, Bruxelles, 1970
- Marino Marini, Tudor publishing, Stockport, Cheshire, UK, 1970
- Armodio, Galleria Goethe, Bolzano, 1972
- Il surrealismo in Italia, dans Bolaffi-Arte no 24, Turin, novembre 1972
- Un rêve à commettre, Paris, Nouveau Cercle Parisien du Livre, 1973. Avec 11 eaux-fortes de Labarthe. Tirage à 180 exemplaires.
- Arturo Carmassi ovvero il ricordo del bosco sacro, Edizione 32, Milan, 1973
- Les Demeures d'Hypnos, La Différence, Paris, 1976, préface de Pierre Klossowski
- Tarō Okamoto, le baladin des antipodes, La Différence, Paris, 1976
- Carlo Guarienti ou le présage du passé, La Différence, Paris, 1977
- Yves Tanguy, Éditions André De Rache, Bruxelles, 1977   (ISBN 2-801-50037-2)
- La Mélodie acide : lithographies originales par Joan Miró, [publié par la] Galerie Lucie Weill, Paris, Galerie Lucie Weill, 1979, 77 p. (BNF 34637045), prix Paul-Marmottan 1980
- Weisbuch - Œuvres graphiques, Éditions Frédéric Birr/Ateliers Henry Labat, 1983
- Tanguy, peinture, Éditions l'Autre Musée, Paris, 1984  (ISBN 2-729-10129-2)
- Un amour acéphale. Correspondance 1940-1949 avec Isabelle Waldberg, édition établie et présentée par Michel Waldberg, Éditions de La Différence, Paris, 1992